# Liga 2024-25 heren (volleybal België)
Het seizoen 2024/25 van de Belgische Liga heren.

## Promoties naar en degradaties uit de Liga na vorig seizoen

### Gedegradeerde teams na vorig seizoen
Wegens het lage aantal teams was er geen sportieve degradant het voorbije seizoen.

### Gepromoveerde teams na vorig seizoen
VT Marke Webis werd kampioen in Nationale 1, maar weigerde de promotie naar de Liga. De vicekampioen Interfreight Brabo Antwerp VT aanvaarde de promotie.

## Vooraf
- Er werd beslist dat de Liga zou uitbreiden naar 12 deelnemende ploegen, mits een nieuwe evaluatie tijdens de maand maart 2026. Indien er minder dan 12 ploegen deelnemen aan de Liga is er geen sportieve degradant. Van zodra de Liga opnieuw 12 leden telt, valt elke beschermingsregel weg en zullen er dus opnieuw één of meer vaste dalers zijn.[2]
- De verbouwingen aan de Vauban in Menen waren afgewerkt, waardoor Decospan Menen na een jaar opnieuw naar hun gebruikelijke (maar vernieuwde) zaal kon verhuizen.[3]
- Interfreight Brabo Antwerp VT kreeg een nieuwe naamsponsor en ging verder onder de naam Thuismakers Brabo Antwerp VT.[4]
- De Belgische Volleybal Liga en de Coöperatie Eredivisie Volleybal Nederland hebben in overleg met en met het akkoord van de beide nationale federaties, respectievelijk Volley Belgium en Nevobo, hebben een samenwerking aangekondigd: de BeNe Conference en BeNe Cup.[5] Aan deze BeNe Conference zullen de top 4 ploegen uit beide landen deelnemen. Deze fase van de competitie is een kampioenschap waar gestreden wordt voor de titel der lage landen, maar daarnaast zal de eindpositie van de ploegen de indeling bepalen van de play-off wedstrijden in de nationale competities.

## Clubs
Tien ploegen startten aan het seizoen 2024/25 in de Liga. Acht clubs komen uit Vlaanderen, twee uit Wallonië. De best vertegenwoordigde provincies zijn West-Vlaanderen, Oost-Vlaanderen en Limburg, met ieder twee clubs. Antwerpen, Luik, Vlaams-Brabant en Waals-Brabant tellen allen één ploeg. De provincies Namen, Luxemburg en Henegouwen hebben geen vertegenwoordigers in de hoogste reeks.
Ook het Brussels Hoofdstedelijk Gewest heeft geen vertegenwoordiger in deze competitie.
| #  | Club                         | Locatie            | Sporthal                   |
| -- | ---------------------------- | ------------------ | -------------------------- |
| 1  | Knack Roeselare              | Roeselare          | Tomabelhal Schiervelde     |
| 2  | Greenyard Maaseik            | Maaseik            | Steengoed Arena            |
| 3  | Lindemans Aalst              | Aalst              | Sportcentrum Schotte       |
| 4  | Tectum Achel                 | Achel              | Sportcentrum De Koekoek    |
| 5  | Decospan Menen               | Menen              | De Steiger Vauban          |
| 6  | Waremme Volley               | Borgworm           | Province Ballons Arena     |
| 7  | Caruur Volley Gent           | Oostakker          | Edugo Arena                |
| 8  | Volley Haasrode Leuven       | Leuven             | Sportoase                  |
| 9  | Volley Guibertin             | Mont-Saint-Guibert | Centre sportif Jean Moisse |
| 10 | Thuismakers Brabo Antwerp VT | Deurne             | Sporthal Arena             |

| 1 2 3 4 5 6 7 8 9 10 Geografische verspreiding clubs |

## Reguliere competitie
In deze competitie speelden alle ploegen 2 keer tegen elkaar. Eén keer thuis en één keer uit. Op het einde had iedere ploeg 18 matchen gespeeld. De top 4 ging door naar de BeNe Conference, de overige ploegen naar de Challenge Play-Off.
| Pl. | Club                      | Gesp. | 3-0 | 3-1 | 3-2 | 2-3 | 1-3 | 0-3 | SV | ST | Ratio | Ptn. | BeNe of CPO |
| --- | ------------------------- | ----- | --- | --- | --- | --- | --- | --- | -- | -- | ----- | ---- | ----------- |
| 1   | Knack Roeselare           | 18    | 10  | 1   | 4   | 1   | 2   | 0   | 49 | 18 | 2,82  | 42   | BeNe        |
| 2   | Lindemans Aalst           | 18    | 6   | 2   | 5   | 1   | 2   | 2   | 43 | 27 | 1,59  | 35   | BeNe        |
| 3   | Haasrode Leuven           | 18    | 5   | 4   | 2   | 4   | 3   | 0   | 44 | 29 | 1,52  | 35   | BeNe        |
| 4   | Tectum Achel              | 18    | 4   | 6   | 1   | 3   | 1   | 3   | 40 | 29 | 1,38  | 35   | BeNe        |
| 5   | Decospan Menen            | 18    | 5   | 4   | 3   | 1   | 3   | 2   | 41 | 28 | 1,46  | 34   | CPO         |
| 6   | Greenyard Maaseik         | 18    | 7   | 1   | 3   | 3   | 1   | 3   | 40 | 28 | 1,43  | 33   | CPO         |
| 7   | Waremme Volley            | 18    | 1   | 4   | 3   | 2   | 4   | 4   | 32 | 40 | 0,80  | 23   | CPO         |
| 8   | Volley Guibertin          | 18    | 1   | 4   | 0   | 0   | 4   | 9   | 19 | 43 | 0,44  | 15   | CPO         |
| 9   | Caruur Gent               | 18    | 1   | 2   | 0   | 5   | 4   | 6   | 23 | 47 | 0,49  | 14   | CPO         |
| 10  | Thuismakers Brabo Antwerp | 18    | 0   | 0   | 1   | 2   | 4   | 11  | 11 | 53 | 0,21  | 4    | CPO         |

## BeNe Conference
In deze competitie speelt de top 4 uit de Belgische reguliere competitie, Roeselare, Aalst, Haasrode Leuven en Achel, tegen de top 4 uit de Nederlandse reguliere competitie.
De eindrangschikking van de BeNe Conference bepaalt wanneer een ploeg in actie komt in de volgende fase van de nationale competitie. De top 2 uit ieder land plaatsen zich rechtstreeks voor de halve finales van de nationale play-offs. De overige 2 ploegen spelen de kwartfinale tegen de top 2 uit de nationale Challenge Play-Off competitie.
Bij de start van de BeNe Conference zijn er al 18 punten per ploeg verdeeld. De ploegen nemen de resultaten mee uit hun onderlinge duels in de reguliere competitie. Elke ploeg neemt op tegen de vier ploegen uit het andere land met een heen- en terugmatch. Met de zes wedstrijden uit de reguliere competitie en de acht wedstrijden tijdens deze nacompetitie heeft iedere ploeg op het einde 14 wedstrijden afgewerkt.
De ploeg die eerste eindigt in deze fase van de competitie is ook de winnaar van de BeNe Conference.
| Pl. | Club                    | Gesp. | 3-0 | 3-1 | 3-2 | 2-3 | 1-3 | 0-3 | SV | ST | Ratio | Ptn. | PO finale |
| --- | ----------------------- | ----- | --- | --- | --- | --- | --- | --- | -- | -- | ----- | ---- | --------- |
| 1   | Knack Roeselare         | 14    | 7   | 3   | 3   | 1   | 0   | 0   | 41 | 12 | 3,42  | 37   | 1/2 F     |
| 2   | Haasrode Leuven         | 14    | 7   | 2   | 0   | 2   | 3   | 0   | 34 | 17 | 2,00  | 29   | 1/2 F     |
| 3   | Lindemans Aalst         | 14    | 2   | 4   | 4   | 0   | 1   | 3   | 31 | 24 | 1,29  | 26   | 1/4 F     |
| 4   | Nova Tech Lycurgus      | 14    | 4   | 2   | 2   | 2   | 2   | 2   | 30 | 24 | 1,25  | 24   | 1/2 F     |
| 5   | Orion Stars             | 14    | 3   | 3   | 0   | 2   | 4   | 2   | 26 | 27 | 0,96  | 20   | 1/2 F     |
| 6   | Draisma Dynamo          | 14    | 1   | 3   | 1   | 1   | 4   | 4   | 21 | 32 | 0,66  | 15   | 1/4 F     |
| 7   | Tectum Achel            | 14    | 2   | 0   | 1   | 3   | 2   | 6   | 17 | 35 | 0,49  | 11   | 1/4 F     |
| 8   | Prima Donna Kaas Huizen | 14    | 0   | 1   | 1   | 1   | 2   | 9   | 10 | 39 | 0,26  | 6    | 1/4 F     |

## Challenge Play-Off
De zes ploegen die buiten de top 4 vielen: Menen, Maaseik, Waremme, Guibertin, Gent en Antwerp; spelen de Challenge Play-Off. In deze competetitie nemen de ploegen het tegen elkaar op met uit- en thuiswedstrijden. Op het einde heeft iedere ploeg 10 matchen gespeeld, twee keer tegen iedere tegenstander.
De puntenverdeling is gelijk aan deze van de reguliere competitie, waarbij een 3-0 en 3-1 resultaat de winnaar 3 punten opleveren en de verliezer geen. Een 3-2 resultaat levert de winnaar 2 punten op en de verliezer 1.
Er worden echter extra punten toegekend bij de start van de competitie. De nummer 5 uit de reguliere competitie krijgt 5 extra punten, de nummer 6 krijgt er 4,… De laagst gerangschikte ploeg uit de reguliere competite krijgt geen extra punten. De top 2 in deze nacompetitie plaatsen zich voor de kwartfinales van de Play-Offs.
| Pl. | Club                      | Gesp. | 3-0 | 3-1 | 3-2 | 2-3 | 1-3 | 0-3 | SV | ST | Ratio | Ptn. | Extra punten | PO Finale |
| --- | ------------------------- | ----- | --- | --- | --- | --- | --- | --- | -- | -- | ----- | ---- | ------------ | --------- |
| 1   | Decospan Menen            | 10    | 6   | 2   | 0   | 0   | 0   | 2   | 24 | 8  | 3,00  | 29   | 5            | 1/4 F     |
| 2   | Greenyard Maaseik         | 10    | 7   | 0   | 1   | 1   | 1   | 0   | 27 | 8  | 3,38  | 28   | 4            | 1/4 F     |
| 3   | Waremme Volley            | 10    | 2   | 2   | 1   | 0   | 2   | 3   | 17 | 19 | 0,89  | 17   | 3            |           |
| 4   | Caruur Gent               | 10    | 1   | 3   | 0   | 1   | 1   | 4   | 15 | 21 | 0,71  | 14   | 1            |           |
| 5   | Thuismakers Brabo Antwerp | 10    | 3   | 0   | 0   | 0   | 2   | 5   | 11 | 21 | 0,52  | 9    | 0            |           |
| 6   | Volley Guibertin          | 10    | 1   | 0   | 1   | 1   | 1   | 6   | 9  | 26 | 0,35  | 8    | 2            |           |

## Play-Off Finales
In de kwartfinales neemt de Belgische nummer 3 uit de BeNe Conference het op tegen de tweede uit de Challenge Play-Off. De Belgische nummer 4 uit de BeNe Conference neemt het op tegen de eerste uit de Challenge Play-Off. De ploegen spelen in een best-of-three format waarbij de eerste ploeg die 2 wedstrijden wint zich plaatst voor de halve finales. Hierbij wordt geen onderscheid gemaakt tussen een 3-0, 3-1 of 3-2 overwinning. Er wordt afwisselend thuis en uit gespeeld, waarbij de eerste match doorgaat in de zaal van de ploeg die het hoogst geëindigd is in de nacompetities (in dit geval in de zaal van beide ploegen die ik de BeNe Conference gespeeld hebben).
In de halve finales neemt de winnaar van de kwartfinale tussen de Belgische nummer 4 van de BeNe Conference en de tweede van de Challenge Play-Off het op tegen de hoogst gerangschikte Belgische ploeg uit de BeNe Conference. De winnaar van de andere kwartfinale neemt het op tegen de op één na hoogst gerangschikte Belgische ploeg uit de BeNe Conference. De formule is gelijk aan deze van de kwartfinales.

### Kwartfinales
Bracket 1
| Datum      | Thuisploeg     | Uitslag | Bezoekende ploeg |
| ---------- | -------------- | ------- | ---------------- |
| 16.04.2025 | Tectum Achel   | 3:1     | Decospan Menen   |
| 18.04.2025 | Decospan Menen | 3:1     | Tectum Achel     |
| 20.04.2025 | Tectum Achel   | 3:1     | Decospan Menen   |

Bracket 2
| Datum      | Thuisploeg        | Uitslag | Bezoekende ploeg  |
| ---------- | ----------------- | ------- | ----------------- |
| 16.04.2025 | Lindemans Aalst   | 3:0     | Greenyard Maaseik |
| 18.04.2025 | Greenyard Maaseik | 3:1     | Lindemans Aalst   |
| 20.04.2025 | Lindemans Aalst   | 1:3     | Greenyard Maaseik |

Van de twee verliezende kwartfinalisten eindigde Aalst (Belgische nummer 3 in de BeNe Conference) hoger in de nacompetities dan Menen (nummer 1 in de Challenge Play-Off). Bijgevolg eindigt Aalst de competitie op de vijfde plaats. Aangezien de bekerwinnaar Roeselare sowieso in de top vier eindigt krijgt Aalst het Europees ticket voor de CEV Challenge Cup. Menen eindigt op de zesde plaats.

### Halve finales
Bracket 1
| Datum      | Thuisploeg      | Uitslag | Bezoekende ploeg |
| ---------- | --------------- | ------- | ---------------- |
| 23.04.2025 | Knack Roeselare | 3:1     | Tectum Achel     |
| 25.04.2025 | Tectum Achel    | 0:3     | Knack Roeselare  |

Bracket 2
| Datum      | Thuisploeg        | Uitslag | Bezoekende ploeg  |
| ---------- | ----------------- | ------- | ----------------- |
| 23.04.2025 | Haasrode Leuven   | 3:0     | Greenyard Maaseik |
| 25.04.2025 | Greenyard Maaseik | 2:3     | Haasrode Leuven   |

Van de twee verliezende halve finalisten eindigde Achel (Belgische nummer 4 in de BeNe Conference) hoger in de nacompetities dan Maaseik (nummer 2 in de Challenge Play-Off). Bijgevolg eindigt Achel de competitie op de derde plaats. Aangezien de bekerwinnaar Roeselare sowieso in de top vier eindigt krijgen beide ploegen een Europees ticket voor de CEV Volley Cup. Maaseik eindigt op de vierde plaats.

## Titelfinale
De twee winnende halve finalisten speelden de finale. Dit seizoen waren dit Roeselare en Haasrode Leuven. De eerste ploeg met drie overwinningen werd gekroond tot kampioen. Hierbij werd geen onderscheid gemaakt tussen een 3-0, 3-1 of 3-2 overwinning. Er werd afwisselend thuis en uit gespeeld. De eerste match werd gespeeld in de zaal van de hoogst geklasseerde ploeg in de nacompetities: Roeselare.
| Datum      | Thuisploeg      | Uitslag | Bezoekende ploeg |
| ---------- | --------------- | ------- | ---------------- |
| 02.05.2025 | Knack Roeselare | 3:1     | Haasrode Leuven  |
| 06.05.2025 | Haasrode Leuven | 1:3     | Knack Roeselare  |
| 09.05.2025 | Knack Roeselare | 2:3     | Haasrode Leuven  |
| 13.05.2025 | Haasrode Leuven | 1:3     | Knack Roeselare  |

Na vier wedstrijden kroonde Roeselare zich tot kampioen.

## Eindrangschikking
De CEV bepaalt dat de Europese plaatsen moeten verdeeld worden volgens de eindrangschikking van de nationale competitie. Eventueel mag een ticket voor de Challenge Cup of de CEV Cup toegekend worden aan de winnaar van de nationale beker.
In België heeft men ervoor gekozen om de bekerwinnaar deelname aan de CEV Cup toe te kennen.
In de competitie wordt de winnaar van de titelfinale de kampioen. De verliezende finalist eindigt tweede. Beide finalisten krijgen bijgevolg een ticket voor de Champions League. De tickets voor de CEV Cup zijn er voor de bekerwinnaar en de hoogst gerangschikte verliezer (op basis van BeNe Conference en/of Challenge Play-Off) van de halve finale. Deze ploeg eindigt derde. De andere verliezende halve finalist eindigt vierde en mag naar de Challenge Cup. Als de bekerwinnaar via de competitie een ticket verwerft voor de Champions League of CEV Cup, krijgen beide verliezende halve finalisten toegang tot de CEV Cup en mag de in de nacompetities hoogst gerangschikte verliezende kwartfinalist naar de Challenge Cup.
| Pl. | Club                      | Europees         |
| --- | ------------------------- | ---------------- |
| 1   | Knack Roeselare           | Champions League |
| 2   | Haasrode Leuven           | Champions League |
| 3   | Tectum Achel              | CEV Cup          |
| 4   | Greenyard Maaseik         | CEV Cup          |
| 5   | Lindemans Aalst           | Challenge Cup    |
| 6   | Decospan Menen            |                  |
| 7   | Waremme Volley            |                  |
| 8   | Caruur Gent               |                  |
| 9   | Thuismakers Brabo Antwerp |                  |
| 10  | Volley Guibertin          |                  |

## Promoties naar en degradaties uit de Liga op het einde van het seizoen

### Degraderend team
Omdat men de Liga de komende seizoenen wil uitbreiden naar 12 ploegen zijn er geen sportieve degradanten.

### Promoverend team
Hellvoc Hemiksem-Schelle werd kampioen in Nationale 1 maar weigerde promotie.